# Jakabfű-lepke
A jakabfű-lepke (Tyria jacobaeae) a rovarok (Insecta) osztályának a lepkék (Lepidoptera) rendjébe, ezen belül a medvelepkefélék (Arctiidae) családjába tartozó faj.
Nemének az egyetlen faja.

## Előfordulása
A jakabfű-lepke eredeti előfordulási területe Európa és Ázsia. Azonban ezt a lepkefajt betelepítették Afrikába, Észak-Amerikába, Ausztráliába és Új-Zélandra. A betelepítések oka a Jacobaea vulgaris terjedésének a meggátolása volt; ez növényfaj nagyon mérgező a szarvasmarhák számára. Ennek a lepkének a hernyója, főleg ezzel a növénnyel és egyéb Jacobaea-fajokkal táplálkozik, tehát tökéletesen alkalmas a betelepítésre.

## Források

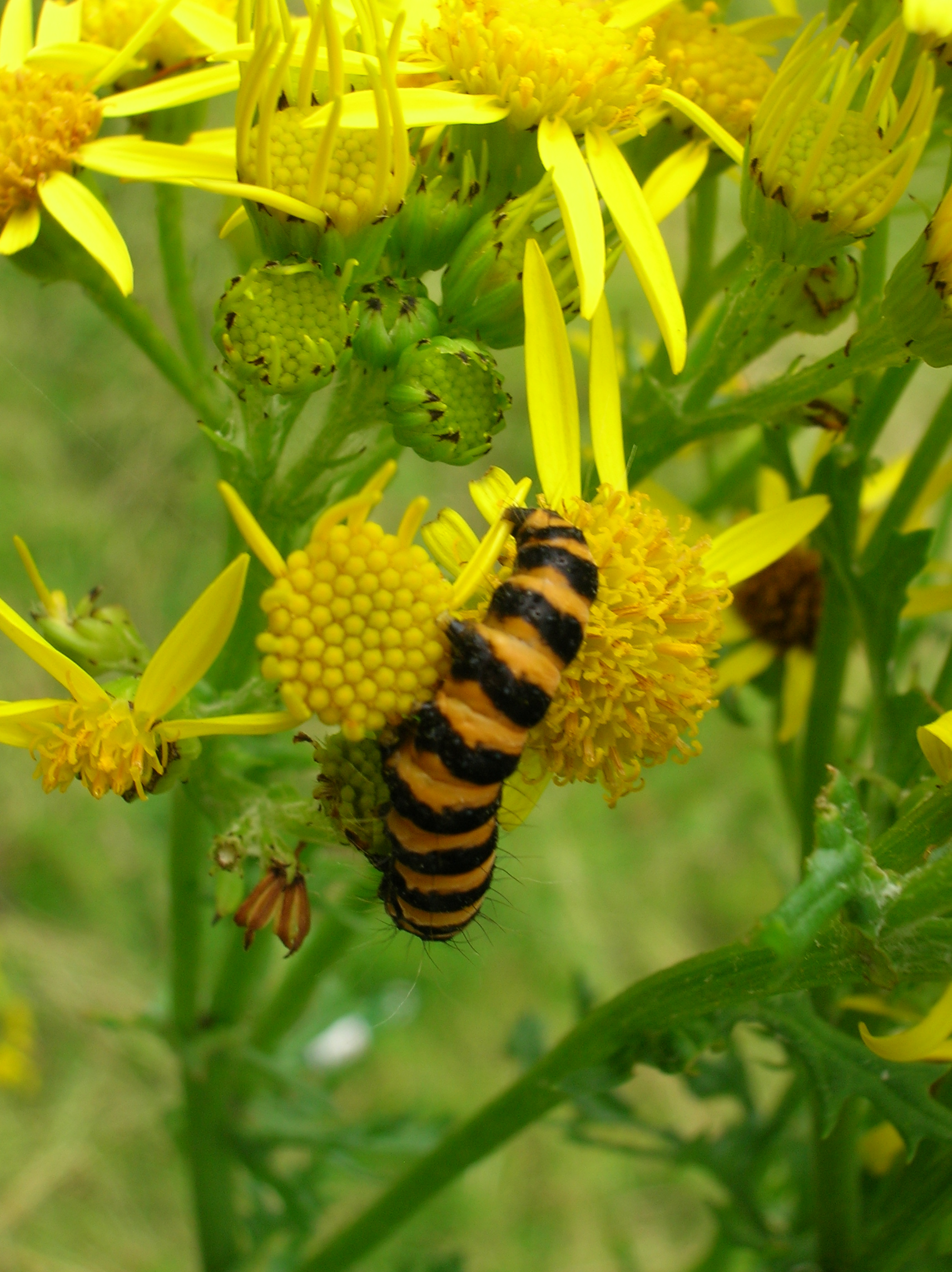
Jacobaea aquaticával táplálkozó hernyó

## Megjelenése
A szárnyfesztávolsága 35–40 milliméter. Mivel már a hernyó mérgező növényekkel táplálkozik, úgy ő, mint az imágó mérgező állatokká válnak; az élénk vöröses-szürkés színezete éppen erre figyelmeztet.